# اراذل و اوباش (فیلم ۱۹۴۷)
اراذل و اوباش (انگلیسی: Riffraff) یک فیلم درام و ماجراجوییِ سیاه و سفید به کارگردانی تد تتزلف است که در سال ۱۹۴۷ منتشر شد.
برخی اراذل و اوباش را، یک فیلم نوآر ملایم در سبک ماجراجویی می‌دانند. تد تتزلف کارگردان این فیلم، فیلمبردارِ بیش از ۱۰۰ فیلم سینمایی از جمله، فیلمِ دلهره‌آورِ بدنام، اثرِ آلفرد هیچکاک بود.